# Lilitei (Ort)
Lilitei (Lilitai) ist eine osttimoresische Siedlung im Suco Fadabloco (Verwaltungsamt Remexio, Gemeinde Aileu).

## Geographie
Das Dorf Lilitei liegt im Norden der Aldeia Lilitei in einer Meereshöhe von 1073 m. Von der Grenze zum Suco Hautoho bis zum kommunalen Zentrum des Dorfes an dessen Nordrand gruppieren sich die Gebäude entlang einer Straße, die südlich nach Lebutu in Hautoho führt. Seitenwege führen zu weiteren Häusern unterhalb der Hauptstraße. Nur über Lebutu gelangt man zu den Siedlungen im Zentrum und Süden der Aldeia Lilitei.
Nördlich verläuft der Fluss Ai Mera. Er gehört zum System des Nördlichen Laclós.